# 高紹信
高 紹信（こう しょうしん、544年以降 - 577年もしくは578年）は、中国の北斉の皇族。漁陽王。高澄の六男（末子）。母は燕氏。高長恭（蘭陵王）と高延宗（安徳王）の異母弟である。生年は不明だが、すぐ上の兄の高延宗が544年生まれ、父の高澄の暗殺が549年8月であることから、その5年の間に父の高澄が生母・燕氏と関係を持った後に生まれたと推測できる。

## 生涯
父の高澄は高歓の長男であったが、暗殺されてその同母弟の高洋（文宣帝）が後継者となり、北斉を興していた。
任国の漁陽にあったとき、富豪の鍾長命と義兄弟の契りを結び、鍾長命の妻の姉妹を妃に迎える。
四兄の高長恭と北斉の名将である斛律光が粛清され、また陳に侵食されたのを契機に北周による侵攻が開始された。結局、北斉は北周に敗北し滅亡する。その後の高紹信の顛末の詳細は不明だが、『北斉書・文襄六王伝』には「斉滅、死於長安」とたった六文字で記されているだけであることから、北斉の後主が処刑されたとほぼ同時期に長安で処刑されたと思われるが、5人の兄達とは異なり、具体的な死亡状況は全く以って不明である。享年は20代後半から30代半ばと推測される。